# Karolínská renesance
Karolínská renesance je označení pro renesanci (obrodu) kultury a vzdělanosti karolínské říše v západní Evropě přibližně v druhé polovině 8. století a v 9. století. Jedná se o období největšího rozkvětu raně středověké franské říše za panování dynastie Karlovců, zejména Karla Velikého a jeho nástupců. Karolínská renesance staví na myšlence obnovení antických, respektive římských tradic, včetně obnovení titulu římského císaře, vedle kterých se nově výrazněji prosazuje idea křesťanství.
Karolínská renesance je první z renesancí západní středověké Evropy. Vyznačuje se intelektuálním rozmachem, znovuobjevením latiny a klasických autorů a rozvojem svobodných umění. Významné jsou křesťanské školy a vzdělanci soustředění kolem císařského dvora, jako byl Alcuin, Rabanus Maurus nebo Jan Scotus Eriugena. Ve výtvarném umění se rozvíjí knižní iluminace a umělecké řemeslo, architektura navazuje na antické a byzantské vzory. Karolinská renesance se podílela na formování západoevropské středověké kultury a společnosti.

## Označení
Označení renesance předpokládá, že předchozí období bylo dobou kulturního úpadku, dobou temna, které následovalo po vyšší římské kultuře. V novověku začala být jako renesance označováno období po konci „temného“ středověku. Přehodnocením tohoto pohledu v 19. století došlo k objevování středověkých renesancí, kromě karolínské dále otonská renesance (10. století) a renesance 12. století. Označení renesance pro karolínské období zavedl francouzský historik Jean-Jacques Ampère, syn slavného fyzika André-Marie Ampèra a rozšířilo se zejména poté, co jej použila rakouská historička Erna Patzelt pro svou monografii vydanou roku 1924.

## Historické pozadí

### Zánik římské říše, vzestup křesťanství a Franské říše
Starověká Římská říše pokrývala území západní Evropy a Středomoří na přelomu našeho letopočtu. Začala se vyvíjet v okolí Říma a postupně expandovala pokrývajíce značné území tehdejšího Středomoří, západní Evropy až po Británii. Nejenom politickou hierarchií, ale i kulturou kopírovala kulturu starověkého Řecka. Postupně ale docházelo jak k vnitřní krizi, tak k postupným nájezdům Germánů a jiných kočovných kmenů. Zároveň se na jejím území šíří různé sekty, jako je sekta Ježíše Krista. Panovníci zprvu ohrazovali říši valy a podmaňovali si okolní národy, zaváděli jednotnou řeč – římskou latinu a jednotné náboženství. S přibývající krizí se ale tato omezení uvolňovala. Germáni a další kmeny ze severovýchodu se po svých nájezdech usazovali na území říše a jejich přítomnost byla tolerována. Křesťanství se postupně měnilo ze zakázané sekty na jedno z nejdůležitějších náboženství říše. V 5. století pak došlo k rozkolu, který říši rozdělil na východní a západní. Zatímco v západní je více využívána latina, ve východní je to řečtina, se kterou mohou soužít i další jazyky. Východořímská říše se udržela déle než její západní sousedka, kterou vystřídala germánská království a feudalismus.
V 5. století během rozkolu starověkého Říma na západní a východní říši Římskou to jsou především germánské kmeny, které v příhraničních oblastech sužovaly říši, zejm. Burgundi, Vandalové, Vizigótové, Ostrogóti, aj. I další kmeny (mezi nimi i Slované) vytlačovány kočovnými Huny ze svých území se daly do pohybu. Tyto národy postupně osídlily velkou část střední a západní Evropy. V 6. století tak na území Pyrenejského poloostrova vznikla Vizigótská a Svébská říše, v oblasti dnešního Tunisu a Libye, včetně Sardinie to je říše Vandalská, na území Itálie, Rakouska, Chorvatska a Slovinska říše Ostrogótská a na severu v oblasti dnešní Francie jsou to Franská říše a Burgundská. Na území Velké Británie se pak usadili Anglové a Sasové.
Ne všechny tyto germánské říše byly ale schopné se udržet. Postupně byla vyvrácena říše Vandalů, Ostrogótů a Vizigótů; z východu se jižním Středomořím, přes Pyrenejský poloostrov a zpět do střední Evropy šířili Arabové. V této části ale vzkvétala Franská říše. V 5. a 6. století se tak vládcům Franské říše několikrát podařilo připojit k říši různá království a udržet je. Postupem doby docházelo k vnitřnímu narušení moci vládců - do popředí se dostávala mocná aristokracie. V 7. století se tak tito aristokraté chopili ve Franské říši moci a dochází k druhému rozkvětu říše. První z nich, Pipin II., v roce 687 spojuje tři franská království. Jeho syn Karel Martel pak roku 732 porazil Araby v bitvě u Poitiers a zastavil tak arabskou expanzi. Vedl i několik menších bitev se Sasy a Alamany. Jeho syn Pipin III. Krátký pak sesadil posledního franského krále z rodu Merovejců a daroval papeži území kolem Vatikánu. Již dříve pokřtění Frankové tak upevnili svoje vztahy s katolickou mocí. V 7. století pak došlo nečekaně k šíření křesťanství do Británie a Irska.

### Karel Veliký a nástup karolínské renesance
Když Karel Veliký (768–814) přebral po svém otci trůn, pokračoval v započatém díle. Postupně Franckou říši rozšířil a scelil. Síla karolínského státu nebyla jen ve sjednocení území, zatlačení Arabů a ekonomických úspěších, ale i v právní a jazykové toleranci na rozličných územích, která pokrývala. Každoročně se pak říšské záležitosti řešily na sněmu v Cáchách, kam přicházeli vojenští vojevůdci, boháči a významný klérus.
Velkým vítězstvím Karla Velikého bylo i navázání obchodních styků s Byzancí, poté, co ji navrátil Benátky a Istrii. Za jeho vlády se daří obchodu i zemědělství, sám Karel zval na své dvorce učence a umělce, které si platil. Vznikla tak karolínská renesance. Karolínská po svém mecenáši Karlu Velikém, renesance z italského rinascenza – znovuzrození, tedy znovuzrození umění starověkého Říma. Karolínská renesance je tedy uměním doby Karla Velikého. Umělci se pohybovali na jeho dvoře, částečně se s uměním setkáváme i v klášterech, které byly v té době centrem vzdělanosti a zvláště po Karlově korunovaci v roce 800 na císaře papežem se značně šířily. Vznikla tak Svatá říše římská trvající následně skoro tisíc let. Karolínská renesance upadala s úpadkem Francké říše po smrti Karla Velikého, stejně tak jako upadala krásná gotika se smrtí Karla IV. a jeho syna Václava IV.
Na karolínskou renesanci ještě navazuje otonská renesance za panování otónských císařů obnovené Svaté říši římské a dále z ní pak vychází i románský sloh.